# Krystyna Grabicka
Krystyna Grabicka (* 15. April 1949 in Wylezinek als Krystyna Janasz) ist eine polnische Politikerin (ROP, RKN, AWS). Sie war von 2001 bis 2005 und von 2007 bis 2011 Abgeordnete des Sejm in der IV. und VI. Wahlperiode.

## Leben und Beruf
Grabicka schloss 1970 ihr juristisches Studium an der Universität Łódź ab, danach erwarb sie die Zulassung als Rechtsberaterin.

## Politik
Janasz gehörte der unabhängigen Gewerkschaft Solidarność an. Von 1995 bis 1997 war sie Vorsitzende der Ruch Odbudowy Polski (ROP) in Sieradz. 1997 kandidierte sie erfolglos für die ROP zum Senat der Republik Polen. Anschließend trat sie der Ruch Katolicko-Narodowy (RKN) von Antoni Macierewicz bei und wurde auch dort Vorsitzende in Sieradz. Bei den Selbstverwaltungswahlen 1998 wurde sie für das Wahlbündnis Akcja Wyborcza Solidarność, an dem sich die RKN beteiligt hatte, in den Kreisrat des Powiat Sieradzki gewählt und hatte bis 2001 dort den Vorsitz inne. Bei den Parlamentswahlen 2001 wurde sie für den Wahlkreis 11 Sieradz für die RKN Abgeordnete des Sejm über die Liste der Liga Polskich Rodzin (LPR). Im Jahr 2002 verließ sie gemeinsam mit Macierewicz und anderen Abgeordneten die Fraktion der LPR und gründete die RKN-Gruppe im Sejm.
Bei den Parlamentswahlen 2005 kandidierte sie erfolglos über die Liste der Ruch Patriotyczny (RP), die mit lediglich 1,05 Prozent der Stimmen an der 5-%-Hürde scheiterte. Ein Jahr später wurde sie für die RKN bei den Selbstverwaltungswahlen 2006 auf der Liste der Prawo i Sprawiedliwość (PiS) in den Sejmik der Woiwodschaft Łódź gewählt. Bei den Parlamentswahlen 2007 wurde sie zum zweiten Mal für den Wahlkreis Sieradz in den Sejm gewählt, diesmal über die Liste der PiS und mit 9.988 Stimmen. Sie war Mitglied der Sejm-Kommissionen für Verfassungsverantwortung sowie Gesetzgebung. Bei der Parlamentswahlen 2011 verpasste sie die Wiederwahl. Bei den Selbstverwaltungswahlen 2014 kandidierte sie dann erfolglos zum Sejmik der Łódźer Woiwodschaft.